# الحسن بن وهاس
الحسن بن وهاس (توفي في فبراير 1285) إمام الدولة الزيدية في اليمن حيث حكم من 1258 إلى 1260.
خلق الإمام السابق المهدي أحمد بن الحسين عددا من الأعداء بين النخبة الزيدية في حياته والتي أدت في النهاية إلى وفاته في معركة شوابة عام 1258. أحد المطالبين بالإمامة كان أبو محمد الحسن بن وهاس حفيد الإمام المحتسب المجاهد حمزة. بايعه جزء من الطائفة الزيدية إماما عليهم. شخصيا وصفه بأنه محارب وفارس. مطالب آخر بالإمامة هو شمس الدين أحمد الذي قدم رسميا طلب إلى سلطانها الرسولي السلطة الرئيسية في اليمن في هذا الوقت بإمامته. تقاسم الإمامان الأراضي والقلاع الخاضعة للطائفة الزيدية فيما بينهما. في نفس العام توفي شمس الدين واثنين من أشقائه بسبب انتشار وباء وبالتالي بقي الحسن بن وهاس إماما وحيدا. ومع ذلك سرعان ما سقط مع شقيق شمس الدين صارم الدين داود. تواطأ صارم الدين مع الأمير الرسولي أسد الدين والتقى الحسن بن وهاس في معركة في السفير في 1260. بينما كانت قوات الإمام تهرب بقي الحسن في ساحة المعركة حتى أسر. صارم الدين أبقى الإمام في سجن حتى 1269. في وقت لاحق من ذلك بكثير في 1284 حاول صارم الدين دون جدوى الحصول على دعم من الحسن لمحاربة الرسوليين. توفي الإمام بعد ذلك بوقت قصير في فبراير 1285.